# Сахаджия
Сахаджи́я, или саха́джа (санскр. सहज, IAST: sahaja, букв.: «спонтанный, совместно рождённый естественный») — это одно из направлений Тайной Мантры или Тантраяны, тантрической колесницы. Наряду с Ваджраяной возникла в среде буддистов и не-буддистов Махасиддхов, как антагонизм монашеской строгой практике и аскетизму. Основоположником термина "сахаджа" является махасиддха Сарахапада (Сараха, Сарахапа). Также это стиль религиозной дисциплины в восточной духовности выражаемый главным образом в народной драматургии и поэзии, в которой авторы без стеснения глубоко поглощены мистическими переживаниями и ролями их духовных персонажей.
Литературное использование этого термина началось в 8-м столетии н. э. северным мастером буддизма индийским тантриком Сарахой. Понятие спонтанной духовности вводил в индуизм натха йог Горакшанатх. Её  баулы Бенгалии своими песнями, описывала в своих стихах поэтесса Мира Баи, писал Кабир. Продвижение к этой стадии совершенства описывал Гуру Нанак, основатель традиции сикхов. Индийские поэты Чандидас, Джаядева, Видьяпати, в своих трудах описывали расы или «вкусы» любви и преданности, которые позже высоко оценил Чайтанья (1486—1534).
Учитель Натхов Махендранатх считал, что сахаджия — это естественная радость. Он писал, что как дети, мы естественны, но такой характер затем часто становится скрытым под давлением обстоятельств и искусственных глобальных понятий. Сахаджия означает понимание и принятие этой скрытой сущности человека, его природы, его личных вкусов. Эта идея резонирует с идеей даосизма Лао Цзы, некоторой практики возврата к спонтанности ребёнка.
В вайшнавизме некоторые сахаджии в XVII веке увлеклись сексуальными практиками тантры, чем встретили неприязнь со стороны общества, нарушая сдержанный общественный порядок. Им пришлось уйти в подполье, и потому изучить адекватно это явление не представляется возможным. Тем не менее, более общественная версия сахаджии, довольствующаяся песнями и танцами, стихами и спектаклями, довольно популярна в Бенгалии, избегая нарушения общественного порядка.
Цель вайшнавской сахаджии осознать свою глубоко скрытую естественную природу при помощи определённой практики медитации, описываемой вкратце так:
«Нужно думать о Кришне, сознательно удаляя любые другие мысли, концентрироваться и размышлять о вечных ежедневных играх бога. Это должно привести к трансу любви. Хорошо практикующий это представляет себе, что Радха и Кришна делают в течение дня, из перспективы его собственной естественной роли, сиддха-дехи».
Сахаджа в России
В России Сахаджаяна как концепция и взгляд на буддийское Просветление (нирвану) не получило широкое распространение и изучение. Тем не менее основными энтузиастами исследователями и распространителями этого духовного учения Дхармы являются Намджел Лоцава и Анандагарбха.